# حرف إنسي فوق لقمة عضدية
الحَرْفُ الإِنْسِيُّ فَوقَ اللُّقْمَةِ العَضُدِيَّة أو (العُرْفُ الإِنْسِيُّ فَوقَ اللُّقْمَةِ العَضُدِيَّة) (بالإنجليزية: Medial supracondylar ridge)‏ هو ارتفاع طفيف في الثلث السفلي من الحافة الوسطي لعظم العضد، و يشتد بروزه في الأسفل ليشكل حرف أمامي ترتكز فيه العضلة العضدية و العضلة الكابة المدورة ، وحرف خلفي للرأس الإنسي للعضلة الثلاثية الرؤوس العضدية ، وحرف متوسّط لارتكاز الحاجز الإنسي بين عضلات العضد.

## صور إضافية

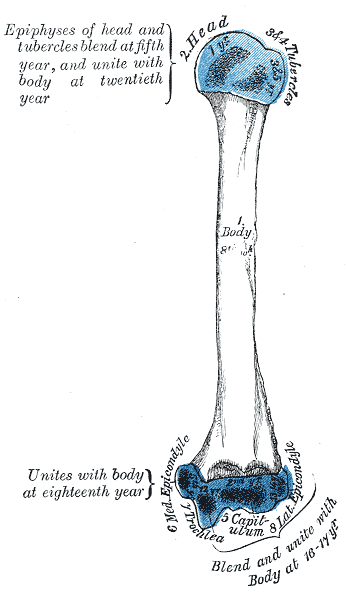
أجزاء عظم العضد.
رقم 1 في الصورة هو جسم عظم العضد

## وصلات خارجية
- صور تشريحية:06:os-0108 في مركز داونستيت الطبي التابع لجامعة نيويورك
- Image at u-szeged.hu نسخة محفوظة 22 ديسمبر 2007 على موقع واي باك مشين.